# Christoph von Dohnányi

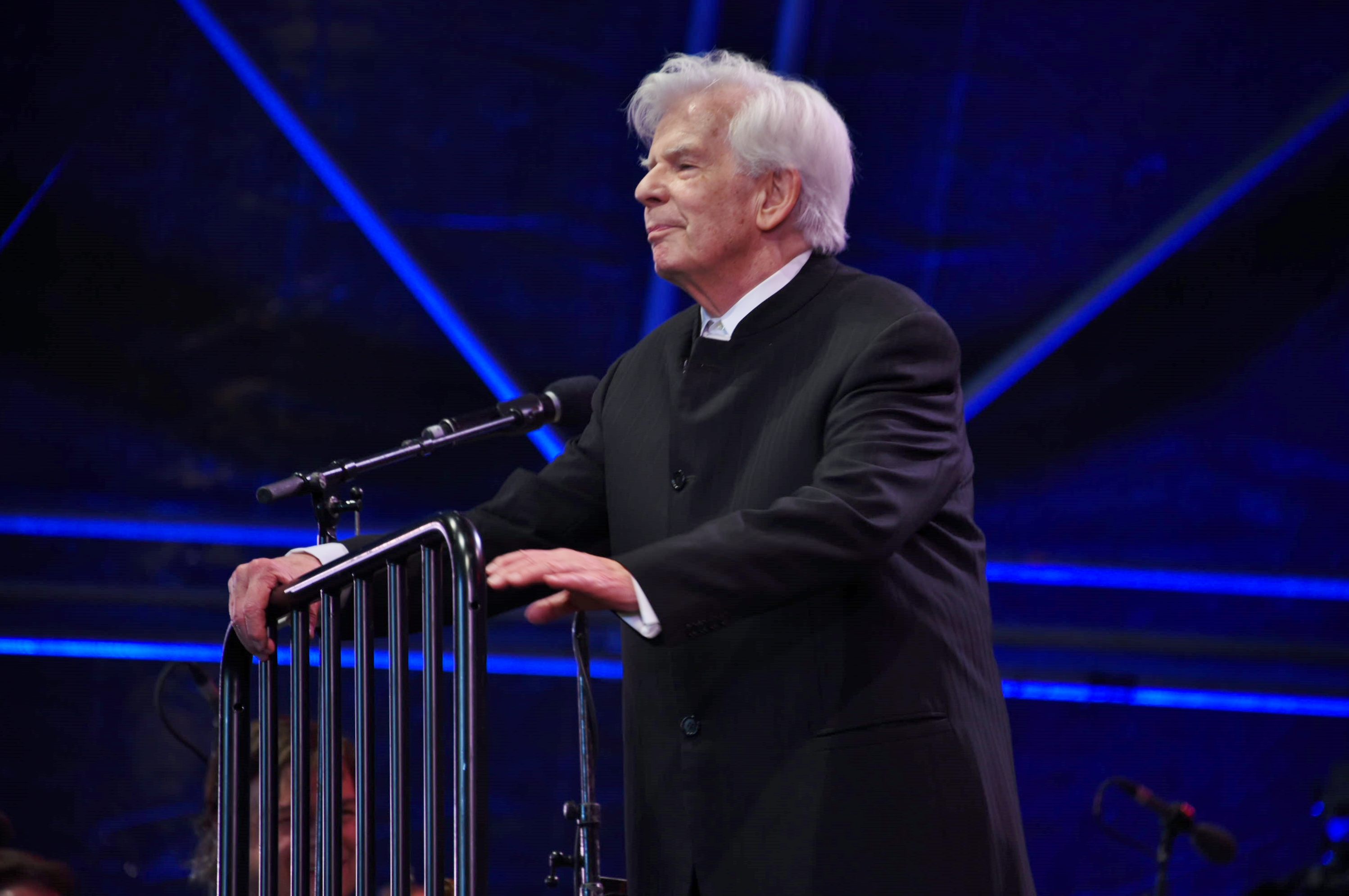
Christoph von Dohnányi in 2016

Christoph von Dohnányi (Berlijn, 8 september 1929) is een Duits dirigent.
Christoph von Dohnányi is een afstammeling van een prominente, Hongaars-Duitse politiek- en muzikaal belangrijke familie. Hij was Duitslands jongste chef-dirigent in Lübeck; hij was chef-dirigent van het Staatsorchester in Kassel en van het WDR Sinfonieorchester, chef-dirigent en directeur van de Opera in Frankfurt, intendant en chef-dirigent van de Hamburgische Staatsoper en de dirigent van het Cleveland Orchestra. Hij zorgde ervoor dat dit orkest zijn reputatie als een van de grootste orkesten ter wereld bleef waarmaken. Vanaf 1997 was hij tevens de chef-dirigent van het Philharmonia Orchestra in Londen. Als gastdirigent heeft hij de belangrijkste orkesten in Europa en de Verenigde Staten gedirigeerd.
Als kleinzoon van pianist en componist Ernő Dohnányi wordt hij wel gezien als de levende link naar de Oostenrijks-Duitse uitvoeringstraditie en is vooral gewaardeerd om zijn opnames van Centraal-Europese meesters, zoals die van de complete symfonieën van Beethoven, Brahms, Mendelssohn en Robert Schumann, alsook van vele werken van Bruckner, Antonín Dvořák, Gustav Mahler, Arnold Schönberg, Richard Strauss en Webern.

## Biografie

### Jeugd enTweede Wereldoorlog
Dohnányi werd geboren in Berlijn als de zoon van Hans von Dohnányi en Christine Bonhoeffer. Zijn oom van moederskant was Dietrich Bonhoeffer, een theoloog en dominee (Bekennende Kirche). Zijn vader, zijn oom en andere familieleden namen deel aan het Duits verzet tegen het naziregime. Zij werden gearresteerd en in diverse concentratiekampen gevangengehouden en ten slotte in 1945 geëxecuteerd; Christoph was toen 15 jaar oud. Dohnányi's oudere broer is Klaus von Dohnanyi, een Duits politicus en oud-burgemeester van Hamburg.

### Opleiding en eerste optredens
Na de Tweede Wereldoorlog studeerde Dohnányi rechten in München, maar in 1948 stapte hij over naar de Hochschule für Musik und Theater München om daar compositie, piano en dirigeren te gaan studeren. Aan de opera in München coachte hij zangers en speelde hij piano. Van de stad München kreeg hij de Richard Strauss-prijs. Vervolgens ging hij naar de Florida State University om er bij zijn grootvader, Ernst von Dohnányi, te gaan studeren.
Zijn eerste positie als assistent was aan de Opera van Frankfurt, waar hij benoemd werd door Georg Solti. Van 1957 tot 1963 was hij chef-dirigent van de Opera in Lübeck en daarna van het WDR Sinfonieorchester in Keulen. Van 1968 tot 1977 volgde hij Solti in Frankfurt op als chef-dirigent. Daarna vervulde hij de posities van intendant en chef-dirigent bij de Hamburgische Staatsoper, een positie die hij tot 1984 behield.

### DeCleveland-jaren
Dohnányi's bekendheid berust grotendeels op zijn verblijf bij het Cleveland Orchestra, een periode die zo’n twintig jaar zou beslaan. Zijn debuut als dirigent van het orkest vond plaats in december 1981, en zijn benoeming als chef-dirigent (die een aanvang nam in het seizoen 1984-85) werd in het volgende jaar bekendgemaakt. Ten tijde van Dohnányi's benoeming was hij relatief jong en onbekend en stond in de schaduw van de beroemde en autocratische George Szell, die het orkest tot een ensemble van wereldklasse had gevormd toen hij in 1970 overleed. Dohnányi’s verwantschap met Szell zowel in termen van muzikale training als dirigeerstijl voorspelde al dat zijn verblijf bij het orkest succesvol zou verlopen. In de 18 jaar van Dohnányi's ambtstermijn werd het Cleveland Orchestra veelvuldig als het beste orkest van Amerika en een van de beste ter wereld genoemd, en maakte het uitgebreide tournees door heel de wereld en maakte het vele opnames. Ondanks dit alles was Dohnányi er zich scherp van bewust dat hun prestaties zeer regelmatig werden genegeerd: "Wij geven een geweldig concert... en George Szell krijgt een geweldige recensie." Toen Dohnányi in 2002 het orkest verliet, werd hij als allereerste tot "Music Director Laureate of the Cleveland Orchestra" benoemd.

### Post-Cleveland
In 1994 werd Dohnányi de vaste dirigent van het Philharmonia Orchestra in Londen, en in 1997 werd hij daar de chef-dirigent. Hij is voornemens deze positie in 2008 over te dragen aan Esa-Pekka Salonen; hij zal dan de titel ‘eredirigent voor het leven’ krijgen.
In 2004 keerde Dohnányi terug naar Hamburg, waar hij chef-dirigent werd van het NDR Sinfonieorchester. Hij was gastdirigent van het Boston Symphony Orchestra, de New York Philharmonic, Los Angeles Philharmonic, Chicago Symphony Orchestra, Pittsburgh Symphony Orchestra en maakte vele opnames met het Cleveland Orchestra en de Wiener Philharmoniker.

### Trivia
Dohnányi is drie maal getrouwd geweest. Zijn eerste vrouw was de Duitse actrice Renate Zillessen, met wie hij twee kinderen kreeg. Zijn tweede echtgenote was de Duitse sopraan Anja Silja, met wie hij nog eens drie kinderen kreeg. Zijn derde echtgenote is pianiste Barbara Koller.